# Josef Gingold
Josef Gingold (in russo  Иосиф Гингольд ?; Brest-Litovsk, 28 ottobre 1909 – Bloomington, 11 gennaio 1995) è stato un violinista e docente statunitense di origine russa.

## Biografia
Josef Gingold, nacque a Brest-Litovsk (all’epoca Impero russo, ora Brėst, Bielorussia) dove iniziò a studiare il violino con professori locali. Nel 1920 emigrò negli Stati Uniti e continuò lo studio del violino a New York con Vladimir Graffman.
Nel 1927 debuttò a New York e nello stesso anno si trasferì in Belgio per perfezionarsi con Eugène Ysaÿe.
Dopo essere ritornato negli Stati Uniti, nel 1937 Gingold entrò a fare parte della NBC Symphony Orchestra diretta da Arturo Toscanini; parallelamente fu violinista del William Primrose String Quartet. Lasciò l’incarico alla NBC Symphony Orchestra per divenire la ‘spalla’ (e occasionalmente solista) della Detroit Symphony Orchestra. Più tardi fu chiamato da George Szell per ricoprire il ruolo di ‘spalla’ della Cleveland Orchestra. 
Insegnò all'Indiana University di Bloomington per più di trent'anni. Tra il 1980 e il 1981 Gingold insegnò anche alla Manhattan School of Music. Nel 1982 Gingold fu uno dei fondatori dell’Indianapolis Violin Competition. 
Nel corso della sua carriera lasciò diverse registrazioni discografiche. Suonò per 45 anni un Antonio Stradivari del 1683.

## Allievi
Selezione 
Gil Shaham, Joshua Bell, Christoph Poppen, Arnold Steinhardt, Martin Beaver, Shony Alex Braun, Andrés Cárdenes, Corey Cerovsek, Cyrus Forough, Miriam Fried, Philippe Graffin, Endre Granat, Ulf Hoelscher, Hu Nai-yuan, Jacques Israelievitch, Leōnidas Kavakos, Chin Kim, Salvatore Greco, Jaime Laredo, William Preucil, Joseph Silverstein, Patricia Shih e Gwen Thompson.

## Revisioni
- Solos for the Violin Player: With Piano Accompaniment, G. Schirmer, 1961 [15 brani]

Gingold curò diversi libri di tecnica violinistica e raccolte di estratti orchestrali. Tra il 1958 e il 1982 revisionò e pubblicò musiche di Accolay, Bruch, Čajkovskij, Dvořák, Fiocco, Kabalevskij, Kayser, Mozart, Novacek, Pleyel, Prokof’ev, Rachmaninov, Rode, Suk, Tartini, Telemann, Vivaldi, Wieniawski

## Scritti
- Foreword, in Henry Roth, Master Violinists in Performance, Neptune City, Paganiniana Publications, 1982
- Foreword, in Henry Roth, Violin Virtuosos, From Paganini to the 21st Century, Los Angeles, California Classics Books, 1997